# Puig Saint-Pierre
Le Puig Saint-Pierre, ou pic Saint-Pierre est un sommet pyrénéen culminant à 1 791 m d'altitude situé sur les contreforts orientaux du massif du Canigou. Sur ses flancs, au sud, se trouve le site de Batère, dont les mines de Batère.